# Uvariastrum zenkeri
Espèce
Statut de conservation UICN

 LC  : Préoccupation mineure
Uvariastrum zenkeri Engl. & Diels est une espèce de plantes à fleurs de la famille des Annonaceae et du genre Uvariastrum. C'est un arbre présent en Afrique tropicale.

## Liste des variétés
Selon Tropicos (16 janvier 2018) :
- variété Uvariastrum zenkeri var. nigritianum Baker f.

## Étymologie
Son épithète spécifique zenkeri rend hommage au botaniste allemand Georg August Zenker, qui découvrit le premier spécimen à Bipindi en 1904.

## Description
C'est un arbre ou arbuste pouvant atteindre 20 m de hauteur et jusqu'à 30 cm de diamètre.

## Distribution
Assez répandue, l'espèce est présente depuis l'extrême-est du Nigeria et le sud-ouest du Cameroun jusqu'à la République démocratique du Congo. On la trouve notamment dans plusieurs parcs nationaux, tels que le parc national de Korup et la réserve du Dja au Cameroun et le parc national de Loango au Gabon.